# Amando a Maradona
Amando a Maradona è un film documentario del 2005 diretto da Javier Vázquez.
Il film è uscito in Argentina il 22 dicembre 2005 e nel 2006 (in date diverse) nel resto del mondo.

## Trama
Il film narra la storia del Pibe de oro, partendo dai primi anni di vita dell'argentino (in un sobborgo di Buenos Aires) passando all'esordio nel mondo del calcio con la maglia dell'Argentinos Juniors, alla gloria del Mondiale 1986 e le vittorie con il Napoli per arrivare al declino dato dalla droga.
La macchina da presa passa ai momenti del Maradona calciatore, capace di magie incredibili sul campo, al Maradona uomo (specie nell'ultima parte) che deve combattere contro la sua debolezza e la sua dipendenza dalla cocaina: in tutto questo, rimane immutato l'amore degli argentini (come da titolo) verso il loro più grande campione.